# Bracht (Kinzig)
Die Bracht ist ein 31,5 Kilometer langer, nördlicher und rechter Zufluss der Kinzig im Vogelsberg und im hessischen Main-Kinzig-Kreis.

## Name
Das noch junge Gewässer ab der Quelle heißt Hundsbach. Ab der „Saubrücke“ spricht man vom Horstbach. Von der Brücke zwischen den Birsteiner Ortsteilen Illnhausen und Kirchbracht bis zur Mündung wird das Flüsschen dann Bracht genannt.
Nach der Bracht sollen die Gemeinde Brachttal im Main-Kinzig-Kreis sowie die Dörfer Burgbracht und Kirchbracht benannt sein, was im Falle von Bracht aber umstritten ist.

## Geographie

### Verlauf
Die Bracht entspringt im Vogelsberg auf einer Höhe von 604 m ü. NHN in der Gemarkung Herchenhain.
Sie fließt in südlicher Richtung und passiert dabei die Gemarkungen der Grebenhainer Ortsteile Hartmannshain und Volkartshain, die Gedner Stadtteile Ober- und Mittel-Seemen, die Birsteiner Ortsteile Illnhausen, Kirchbracht, Böß-Gesäß, den Kefenroder Ortsteil Burgbracht, den zum Birsteiner Ortsteil Hettersroth gehörenden Weiler Höfen, den Kefenroder Ortsteil Hitzkirchen und den zum Brachttaler Ortsteil Neuenschmidten gehörenden Weiler Schächtelburg sowie Neuenschmidten selbst.

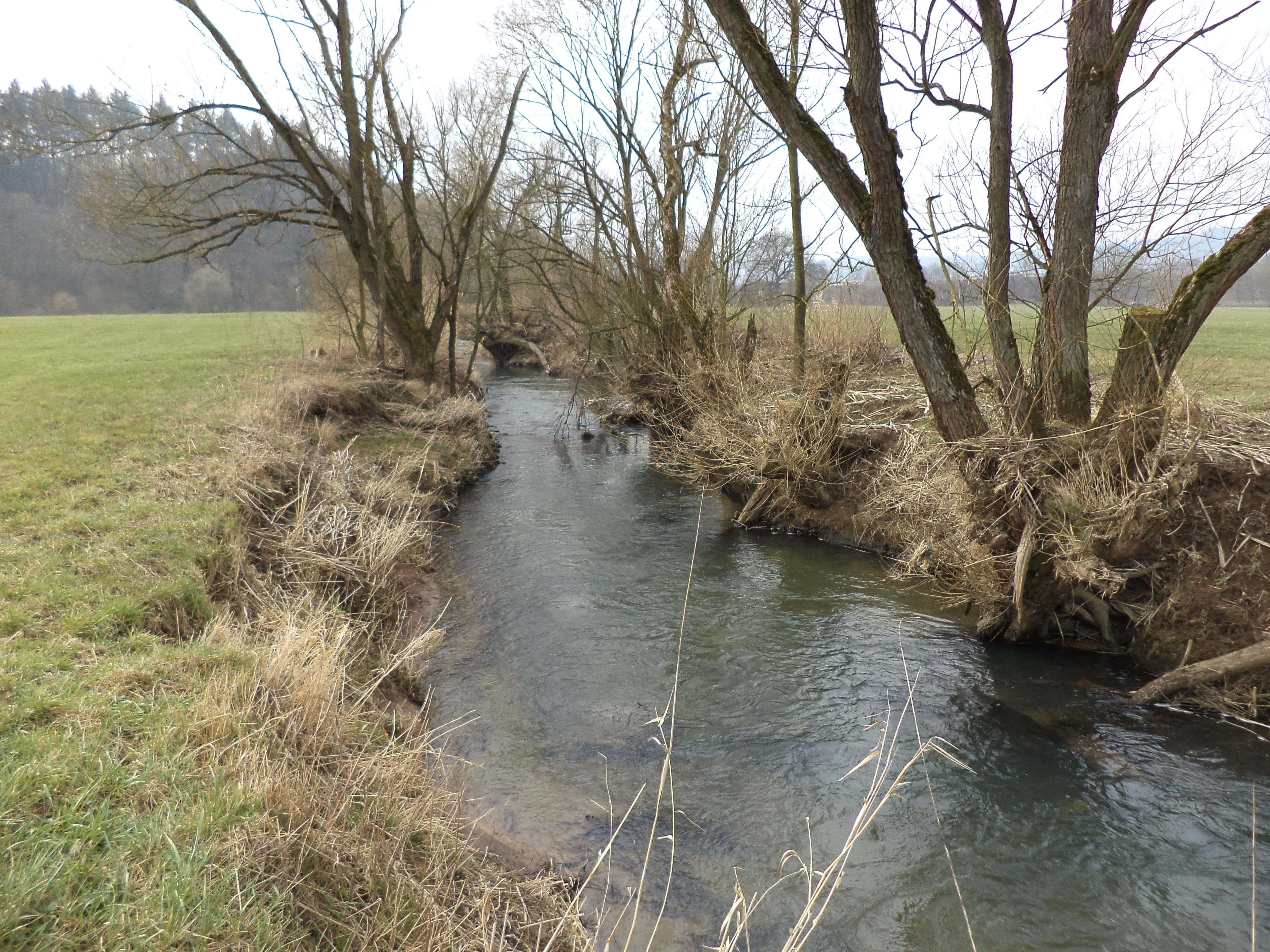
Die Bracht bei Wächtersbach

Sie fließt anschließend noch am Brachttaler Ortsteil Schlierbach und an den Wächtersbacher Stadtteilen Weilers, Hesseldorf und Neudorf vorbei.
Schließlich mündet sie  auf einer Höhe von 139 m ü. NHN bei Wächtersbach von rechts in die Kinzig.
Ihr etwa 31,5 km langer Lauf endet ungefähr 465 Höhenmeter unterhalb ihrer Quelle, er hat somit ein mittleres Sohlgefälle von etwa 15 ‰.

### Einflussgebiet
Das 117,69 km² große Einflussgebiet der Bracht wird über die Kinzig, den Main und den Rhein zur Nordsee entwässert.
Es grenzt
- im Osten an das der Salz, einem Zufluss der Kinzig
- im Südwesten an das des kleinen Kinzigzuflusses Teufelsgraben und der Gründau, die ebenfalls in die Kinzig mündet
- im Westen an das des Nidderzuflusses Seemenbach
- im Nordwesten an das der Nidder selbst, die über die Nidda in den Main entwässert
- und im Nordosten an das des Fuldazuflusses Lüder.

### Zuflüsse
- Hettenbach[5] [GKZ 24784134] (rechts), 2,3 km
- Streitberger Geißegrundbach (rechts), 3,5 km
- Spielberger Graben (rechts), 1,6 km
- Reichenbach (links), 11,6 km

### Flusssystem Kinzig
- Fließgewässer im Flusssystem Kinzig

## Mühlen
Kirchbracht
- Horstmühle[6][7]
  - Vermutlich 1691 errichtet
  - Zur Horstmühle 12

- Haigmühle[8][9] (Heuchmühle[10])
  - Wüstung
  - südlich von Kirchbracht am östlichen Ufer der Bracht nahe der Flur Auf der Mühlgasse

Bösgesäß
- Lahnemühle[11] (Lannemühle)[12]
  - am rechten Ufer der Bracht gelegen
  - Stilllegung der Ölmühle 1971

## Geschichte
Die Bracht war in der Geschichte die Grenze zwischen wechselnden Territorien. So ist es bei Bösgesäß und Böß-Gesäß: Die Trennung von Bösgesäß (Bösgesäß I, umgangssprachlich „Preußisch-Bösgesäß“) und Bös-Gesäß (Bösgesäß II, umgangssprachlich „Hessisch-Bösgesäß“) ist schon für das ausgehende Mittelalter nachgewiesen. Damals wurde die durch den Ort fließende Bracht als Grenze zwischen den isenburgischen Gerichten Reichenbach und Wolferborn festgelegt. Die beiden Ortsteile liegen etwa 100 Meter auseinander. Am Unterlauf bei Neudorf trennte sie das Königreich Bayern (Bezirksamt Gemünden am Main) am linken vom Großherzogtum Hessen am rechten Ufer. Außerdem schied sie das Großherzogtum Hessen-Darmstadt rechts vom Königreich Preußen links. Auch nach dem Zweiten Weltkrieg bestand eine administrative Trennung fort in der Zugehörigkeit zu verschiedenen hessischen Landkreisen. Jedoch gibt es seit Jahrhunderten gemeinsame Kirchspiele und grenzübergreifende Schulbezirke.

## Verkehr
Weitestgehend parallel, oft auch in größerem Abstand zur Bracht und ebenfalls von Hartmannshain bis Wächtersbach verlaufend, bildet der Vogelsberger Südbahnradweg zusammen mit der überregionalen Bundesstraße 276 eine wichtige und viel befahrene Verkehrsachse entlang der Bracht.